# 三沙永乐龙洞
三沙永乐龙洞，又称三沙市蓝洞或永樂藍洞，位于南海西沙群岛永乐环礁晋卿岛与石屿的礁盘中（中华人民共和国海南省三沙市实际控制，中华民国、越南声称主权）。坐标为16°31′30″N 111°46′05″E / 16.52500°N 111.76806°E，是一个海洋蓝洞，洞口直径为130米，洞底直径约36米，深度达300.89（987.2英尺），是目前已知世界上最深的海洋藍洞。永乐龙洞基本为垂直洞穴，洞内水体无明显流动，尚未观测到洞内与外海联通。永樂龍洞內深度100公尺一直到洞底部分屬無氧空間。